# 〈東京の夏〉音楽祭
〈東京の夏〉音楽祭(Tokyo Summer Festival)は、かつて開催されていた日本の国際音楽祭。アリオン音楽財団と朝日新聞社が主催した。
作曲家の石井真木、音楽学者の船山隆、ピアニストの江戸京子の三人によって“パリの〈秋のフェスティヴァル〉、〈プラハの春〉のような本格的な国際音楽祭を日本に立ち上げる”として発案され、1985年（昭和60年）に第1回を開催。江戸が理事長を務めるアリオン音楽財団と朝日新聞社が主催してきた。しかし、海外で評判になった公演がすぐに日本で上演されるようになるなど音楽事情の変化を踏まえ、2009年（平成21年）の第25回を以って終了した。
第21回〈東京の夏〉音楽祭2005「宇宙・音楽・心」の功績に対し、芸術監督の江戸が芸術選奨文部科学大臣賞を受賞。

## 音楽祭テーマ
- 第1回 1985年 音楽・エキゾティシズム・オリエンタリズム − 西洋音楽の熟成と変換
- 第2回 1986年 汎民族主義の音楽 − ロシア・ソヴィエト音楽を中心に
- 第3回 1987年 創造と演奏・民族性を越えて − アメリカ音楽を中心に
- 第4回 1988年 パリからパリへ
- 第5回 1989年 ドイツ浪漫主義 − その展開と反逆 − ベルリンの夜明け
- 第6回 1990年 ジプシー、そして西洋音楽
- 第7回 1991年 大陸と海を渡る音 − 外来音楽と日本文化
- 第8回 1992年 イタリア − 声と響きの源流
- 第9回 1993年 インドの幻影
- 第10回 1994年〈東京の夏〉音楽祭10周年 − 変容と展望
- 第11回 1995年 笑いのかたち − 仮面・音楽・道化
- 第12回 1996年 共創のコスモロジ−：創造する女性
- 第13回 1997年 共創のコスモロジ−II：神話そして伝説
- 第14回 1998年 ディアギレフ：バレエ・リュスの20世紀 − 芸術を挑発した男
- 第15回 1999年 華・業・芸 −演奏とは何か−
- 第16回 2000年 映画と音楽 − 映画は音楽なしでは生きられなかった
- 第17回 2001年 聲
- 第18回 2002年 音楽と文学
- 第19回 2003年 儀式・自然・音楽
- 第20回 2004年〈東京の夏〉20周年 − 響きの祝祭
- 第21回 2005年 宇宙・音楽・心
- 第22回 2006年 大地の歌・街角の音楽
- 第23回 2007年 島ー海を渡る音
- 第24回 2008年 森の響き・砂漠の声
- 第25回 2009年 日本の声・日本の音

## 関連書籍
- アリオン音楽財団〈東京の夏〉音楽祭実行委員会編『〈東京の夏〉音楽祭22年の歩み』国際交流基金、2007年12月